# San Gennaro Vesuviano
San Gennaro Vesuviano è un comune italiano di 12 154 abitanti della città metropolitana di Napoli in Campania.

## Geografia fisica
Confina con l'area dell'agro nolano, circa 25 km a est di Napoli e 9 km a sud di Nola.

### Territorio
- Classificazione sismica: zona 47.5 (sismicità medio-alta), Ordinanza PCM. 3274 del 20/03/2003

### Clima
- Classificazione climatica: zona C, 1204 GR/G[4]
- Diffusività atmosferica: n.d.
- Valore medio del numero di fulmini a terra per anno e per km²: 2,5

## Storia

### Dalla preistoria all'età moderna
I primi insediamenti nell'area sono antichissimi. Il Comune di San Gennaro Vesuviano occupa il sito della Pianura Campana (anticamente conosciuto col nome di Planum Palmae), oggi meglio noto come il Piano, delimitato dal Monte Vesuvio e dal Monte Sant'Angelo. Il Piano rappresenta quasi un naturale collegamento geologico tra l'agro nocerino-sarnese e l'agro nolano. Recenti rinvenimenti archeologici hanno permesso di datare alcuni insediamenti nella piena Età del bronzo, intorno al 2000 a.C., quando un'improvvisa eruzione del Vesuvio devastò le comunità presenti nell'area.
Per vari secoli l'intera zona, ricoperta da una fitta vegetazione, è rimasta del tutto disabitata ed ha costituito al più un'occasionale destinazione di caccia per gli abitanti dei primitivi centri limitrofi. Solo secoli dopo, nuove popolazioni cominciarono lentamente ad insediarsi nuovamente. Nel 1631, con rogito stilato dalla curia vescovile di Nola dal Notaio Galeota, Scipione Pignatelli, conte di San Valentino e marchese di Lauro, fa una ricca donazione al Vescovo di Nola, monsignor Fabrizio Gallo a favore dei Padri Minori Riformatori di San Francesco.
Il marchese istituì anche la Fiera che ancora annualmente si tiene. La donazione ai Frati Francescani, consisteva tra l'altro, di appezzamento di terreno, nell'allora territorio di Palma Nolana, oggi Palma Campania, per la creazione di un convento e di una piccola comunità annessa. Il nucleo abitato intorno a Cavallerizza e Convento crebbe fino a diventare, prima quartiere di Palma Nolana, poi, dal 1841, autonomo comune per decreto di Ferdinando II di Borbone.

### L'occupazione tedesca e l'arrivo degli alleati
Durante l'occupazione tedesca non vengono ricordati episodi di rappresaglia da parte delle forze tedesche contro civili del posto; ci fu un'esecuzione (al di fuori del Cimitero di Palma Campania) di un sangennarese, a seguito di denuncia della moglie per maltrattamento e di un giovane garzone che aveva violato il coprifuoco imposto dai tedeschi durante la loro ritirata.
Si ricordano, invece, diversi episodi di sequestro di bestiame da parte delle forze di occupazione, con conseguente soppressione (nei pressi dell'attuale area mercato di Cappella Leone, anche nota "'a Separa"), un bombardamento alleato in località Pozzo Pagnotti, che causò la morte di un'intera famiglia e l'abbattimento da parte della controaerea di un caccia inglese (con conseguente morte del pilota) nelle campagne adiacenti all'attuale Via Musiello. I tedeschi avevano allestito il loro quartier generale in un terreno situato nell'allora via Cristoforo Colombo (ora via Ten. Biagio Cozzolino).
Il 9 settembre 1943 ci fu lo sbarco a Salerno delle truppe anglo-americane (Sbarco a Salerno), grazie al quale, nelle prime ore del mattino del 28 settembre 1943, arrivarono, dopo giorni di cruenti battaglie, le prime forze alleate a San Gennaro. Giunsero per prime le truppe inglesi, provenienti da Sarno. Un gruppo di uomini sangennaresi si organizzò e andò incontro alla colonna di soldati, per indicare loro dove i tedeschi avevano piazzato le mine prima della ritirata verso Caserta. Gli uomini erano quelli della 46ª divisione (North Midlands) "Oak Tree", del X Corpo d'Armata Inglese, comandata dal generale Hawkesworth. Gli inglesi requisirono due stanze del palazzo dell'allora podestà del paese, in piazza Regina Margherita, ove instaurarono il loro comando. Successivamente nel Bosco Pagliarone venne creato il campo di aviazione anglo-americano.

### Simboli
Lo stemma e il gonfalone sono stati concessi con DPR del 3 febbraio 1989.
Nello stemma è raffigurato il Vesuvio su 
una pianura verdeggiante; all'immagine del vulcano è sovrapposta quella di san Gennaro nell'atto di benedire, con le due ampolle del suo sangue, che ogni anno torna a liquefarsi miracolosamente.
Il gonfalone è un drappo di rosso.

## Monumenti e luoghi d'interesse
Dopo la devastante eruzione del Vesuvio avvenuta nel 472 d.C. l'area fu ricoperta da un fitto bosco, in cui fu eretta una chiesa dedicata a San Gennaro. Il marchese Scipione Pignatelli eresse, agli inizi del Seicento, una nuova chiesa, con annesso convento francescano. Molti sono i monumenti degni di essere visitati: la chiesa dei francescani, semplice costruzione barocca che conserva stucchi del XVIII secolo e un pregevole coro ligneo intagliato della stessa epoca; la parrocchiale di San Gioacchino, moderna costruzione di gusto eclettico e classicheggiante; i resti dell'acquedotto augusteo e le vetuste tracce della Via Popilia, con il sepolcreto di Neronio Rufo, di cui si conserva una lapide nell'attuale municipio.

### Architetture religiose
- Chiesa cattolica del Convento Francescano
- Chiesa cattolica dei Santi Gioacchino e Anna
- Chiesa cattolica del Cimitero
- Cappella Leone ('a Separa)
- Cappella Sommesi
- Convento Francescano del Seicento

### Altri monumenti
- Statua dei Caduti di tutte le guerre (1974)
- Lapide dei Caduti Sangennaresi nella Grande guerra (4/11/1936, Anno XIV EF)
- Lapide in memoria dei Giudici Falcone e Borsellino (2006)
- Croce votiva di ferro (Rivoluzione Napoletana del 1799)
- Statua di Padre Pio
- Statua dedicata a San Gennaro
- Torre dell'orologio

### Aree naturali
- Villa Comunale (Piazza Margherita)
- Montagna di San Gennaro, a sud-est del capoluogo, enclave nel territorio di Palma Campania.

## Società

### Evoluzione demografica
Abitanti censiti

### Etnie e minoranze straniere
Secondo i dati ISTAT al 1º gennaio 2020 la popolazione straniera residente era di 1 482 persone. Le nazionalità maggiormente rappresentate, in base alla loro percentuale sul totale della popolazione residente, erano :
- Bangladesh 792 6,54%
- Ucraina 256 2,12%
- Romania 69 0,57%
- Polonia 57 0,47%
- Marocco 46 0,38%
- Nigeria 32 0,26%
- Bulgaria 32 0,26%
- Cina 32 0,26%

## Cultura

### Biblioteche
- Biblioteca comunale "Michele D'Avino", Piazza Margherita.

### Scuole
- Scuola Elementare Statale "Luigi D'Avino" (con plessi: Capoluogo, Sommesi, Giugliani e Pagliarone).
- Istituto comprensivo statale "Biagio Cozzolino-Nappo" (Via Ferrovia).
- Scuola Materna Statale (Via Ragni).
- Istituto d'Istruzione superiore statale "Caravaggio" formato da:
  - Liceo Artistico (Plessi di Via Ferrovia e Piazza Margherita).
  - Istituto Professionale per l'Agricoltura e l'Ambiente (Sede centrale di Via Poggiomarino).
  - Liceo Scientifico (Sede centrale di Via Poggiomarino).

### Eventi

#### Fiera dell'agricoltura e dell'artigianato
Risale al XVII secolo l'istituzione della principale manifestazione culturale del nascente centro vesuviano non ancora autonomo, quando il marchese Scipione Pignatelli volle creare la fiera quale momento di celebrazione popolare e di scambio economico nell'area, al tempo quasi del tutto priva di insediamenti abitativi ad eccezione del solo convento dei frati francescani. Il lascito dei possedimenti a favore dei frati fu infatti condizionato all'impegno di questi ultimi a rinnovare annualmente la manifestazione fieristica, la più antica del meridione. Essa si svolge nella seconda decade del mese di settembre.
La fiera cominciò ad attrarre un numero crescente di pellegrini visitatori attratti anche dal fatto che gli scambi fossero franchi cioè liberi da gabella, ad indicarne la totale esenzione tributaria; altri benefici includevano il diritto di portare armi per difesa personale. Nel tempo fu istituita la figura del "Catapano" (anche detto "Mastro-giurato"), un notabile della zona investito annualmente del compito di partecipare alla inaugurazione formale ed in particolare responsabile della vigilanza. Nel 2007 il Catapano è stato Luigi Chiarolanza (titolare dello storico Tabacchi di piazza Margherita). La Fiera era un'occasione di scambio e baratto dove si scambiavano principalmente i prodotti dell'agricoltura e dell'artigianato locale. In particolare si vendevano cavalli ed altro bestiame, i vari prodotti della terra, vini e formaggi, utensili e masserizie largamente impiegati dalla locale economia contadina e terriera (scale, sedie e sgabelli, falci, roncole, zappe e badili, cesoie etc.).
Gli scambi commerciali erano del tutto sospesi il giorno 19 per la celebrazione della messa in memoria del santo (san Gennaro) effettuata dal Padre superiore dall'alto del balcone del convento.

### Ricorrenze
- 19 settembre: san Gennaro, patrono del paese.
- 4 ottobre: san Francesco d'Assisi.
- 16 luglio: Beata Vergine Maria del Monte Carmelo.

## Economia

### Industrie
- Alfa Marmi
- Gruppo Besana
- Mancone Industrie Riunite
- Nappi 1911

## Infrastrutture e trasporti

### Strade
Il comune è collegato con l'Autostrada A30 (Italia), attraverso lo svincolo di Palma Campania e con la Strada statale 268 del Vesuvio attraverso lo svincolo di Ottaviano/San Giuseppe Vesuviano Nord/Nola.

### Ferrovie e metropolitane
È presente la stazione ferroviaria di Palma-San Gennaro, telegestita. Il centro è inoltre collegato con bus navetta alla stazione Circumvesuviana di Rione Trieste.

## Amministrazione

Piazza Margherita negli anni cinquanta (quando era adibita a campo di calcio)

L'autonomia di San Gennaro Vesuviano risale al 1841, per decreto di Ferdinando II di Borbone; prima di allora, San Gennaro era un borgo di Palma Campania denominato appunto "borgo San Gennaro". 
Il Comune fece parte della provincia di Terra di Lavoro, ma con il Regio Decreto Legge 2 Gennaio 1927 n.1 tale provincia venne soppressa e il Comune di San Gennaro fu quindi aggregato alla Provincia di Napoli.
Con Regio Decreto 28 luglio 1930, n. 1238, infine, si autorizzò il Comune di San Gennaro a cambiare la propria denominazione in San Gennaro Vesuviano.
Fra i tanti sindaci che si sono succeduti negli anni, si ricordano:
- Filippo Casalini fu il primo sindaco, eletto alla carica di amministratore nei mesi successivi al conseguimento dell'autonomia amministrativa del piccolo centro. Prima di allora egli si era dedicato per oltre un ventennio alla professione medica, assistendo in condizioni pionieristiche una popolazione di poche migliaia di persone nella prima metà del diciannovesimo secolo.
- Antonio Nunziata, medico condotto del paese, che svolse il ruolo di podestà nel ventennio fascista. A lui è attribuita la costruzione dell'edificio attualmente adibito a plesso dell'Istituto Caravaggio di Via Ferrovia (originariamente sede del Municipio).
- Giovanni Nappi (PCI) che ha governato il piccolo centro per molti anni nella seconda metà del secolo scorso (anni sessanta e settanta)
- Francesco Giugliano (PSI), nel 1982 ucciso per mano della camorra.

| Periodo | Periodo   | Primo cittadino                                          | Partito                     | Carica                    | Note |
| ------- | --------- | -------------------------------------------------------- | --------------------------- | ------------------------- | ---- |
| 1981-   | 1982      | Francesco Giugliano                                      | Partito Socialista Italiano | Sindaco                   |      |
| 1983-   | 1987      | Nando Ferraro                                            | Partito Comunista Italiano  | Sindaco                   |      |
| 1987-   | 1989      | Nando Ferraro                                            | Partito Comunista Italiano  | Sindaco                   |      |
| 1989-   | 1990      | Nando Ferraro                                            | Partito Comunista Italiano  | Sindaco                   |      |
| 1990-   | 1991      | Aniello Giugliano                                        | Democrazia Cristiana        | Sindaco                   |      |
| 1991-   | 1993      | Francesco Nusco                                          | Democrazia Cristiana        | Sindaco                   |      |
| 1993-   | 1994      | Gaetano Pesce                                            | Lista civica                | Sindaco                   |      |
| 1994-   | 1998      | Gaetano Pesce                                            | Lista civica                | Sindaco                   |      |
| 1998-   | 2001      | Gaetano Pesce                                            | Lista civica                | Sindaco                   |      |
| 2001-   | 2004      | Salvatore Carli                                          | commissario straordinario   | Sindaco                   |      |
| 2004-   | 2009      | Aniello Catapano                                         | Lista civica                | Sindaco                   |      |
| 2009-   | 2014      | Aniello Giugliano                                        | Lista civica                | Sindaco                   |      |
| 2014-   | 2018      | Antonio Russo                                            | Lista civica                | Sindaco                   |      |
| 2018-   | 2020      | Erminia Ocello, Raffaella De Asmundis, Giuseppe Mingione |                             | Commissione straordinaria |      |
| 2020-   | in carica | Antonio Russo                                            | Lista civica                | Sindaco                   |      |

## Sport

### Calcio
Squadre militanti in campionati minori:
- A.C. Sangennarese 1916 (prima categoria)
- Sporting Club "Free Time" (giovanile)
- A.S.D. Virtus San Gennarese (giovanile)

### Basket
- Vis Basket San Gennaro Vesuviano, militante nel Campionato Prima Divisione Girone C 2013/2014 capitanata da Giugliano Giuseppe il quale rientra nei primi 96 giocatori più futuribili dell'intero Paese(Italia) Under 17 maschile,

### Pallavolo
- San Gennaro Vesuviano, militante nel campionato Under 16(NA) Femminile (Girone G) e Maschile (Girone B), e nel campionato Under 14 femminile 2008/09 e maschile.

prima divisione maschile e prima femminile

### Impianti sportivi
- Stadio "Scipione Pignatelli", struttura pubblica attualmente inagibile.
- Palestra comunale (basket e pallavolo), struttura pubblica attualmente inagibile.
- Sporting Club "Free Time", struttura privata.

## Curiosità

### La torre senza un orologio

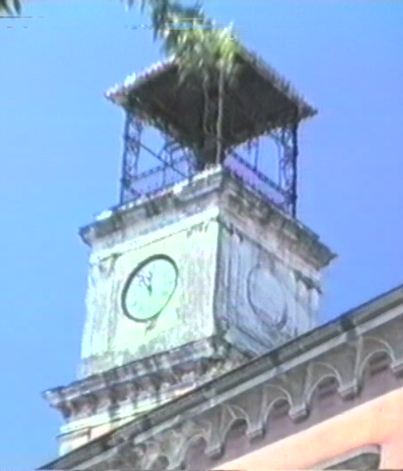
Torre dell'orologio nel 1986, senza il quadrante di levante.

Gli anni successivi all'autonomia dell'ex borgo di San Gennaro dal comune di Palma Campania furono caratterizzati da episodi e comportamenti derivanti da una rivalità che si creò fra questi due paesi (e che si protrasse fino all'inizio degli anni ottanta). Tale rivalità si manifestò soprattutto in violente dispute in occasione degli incontri di calcio fra le due squadre cittadine. Il campanile senza un orologio è sicuramente l'aneddoto più curioso di questa rivalità. Si racconta, infatti, che inizialmente il quadrante della torre che volgeva a levante (cioè verso Palma Campania) fu volutamente senza orologio, proprio perché i cittadini di Palma Campania non potessero leggere l'orario. Solo con i lavori di ristrutturazione di fine anni ottanta, fu aggiunto il quarto orologio. Nell'anno 2022 la Torre è stata ristrutturata.